# Kushiëls keuze
Kushiëls keuze (oorspronkelijke titel: Kushiel's Chosen) is het tweede boek van Jacqueline Carey uit 2003. Hierin wordt het verhaal van Phédre (uit Kushiëls pijl) voortgezet.
De jonge Phèdre is inmiddels gravin van Montrève en heeft zich op haar landgoed teruggetrokken om te ontsnappen aan de wereld van de intriges en politieke machinaties. Op een dag ontvangt ze een purperen mantel, die alleen afkomstig kan zijn van aartsvijand: Mellisande Shahrizai. Zij was het brein achter een complot van edelen om het koninkrijk Terre d’Ange ten val te brengen.
Phèdre beseft dat het gevaar nog altijd niet is geweken. Samen met de priesterkrijger Joscelin vertrekt ze naar de hoofdstad om haar oude beroep - spion en intrigant - weer op te pakken en op zoek te gaan naar Mellisande.